# ヘルプ・ミー・ロンダ
「ヘルプ・ミー・ロンダ」、Help Me, Rhonda）は、アメリカ合衆国のロックバンド、ザ・ビーチ・ボーイズが1965年に発表した楽曲。

## 概要
作詞作曲はブライアン・ウィルソンとマイク・ラヴ。1965年ビルボード・Hot 100で1位を記録した。